# Kel. Siulak Deras
Kel. Siulak Deras is een bestuurslaag in het regentschap Kerinci van de provincie Jambi, Indonesië. Kel. Siulak Deras telt 2525 inwoners (volkstelling 2010).